# Волнистый калао
Волнистый калао, или волнистая птица-носорог (лат. Rhyticeros undulatus), — вид птиц из семейства птиц-носорогов (Bucerotidae).
Волнистый калао обитает в тропических лесах северо-восточной Индии и Бутана, на материковой части юго-восточной Азии и на Больших Зондских островах, в частности на Борнео и Сулавеси. Общая длина птицы вместе с хвостом 75—85 см. Самцы весят от 1,680 до 3,650 кг, самки — от 1,360 до 2,685 кг. Волнистая птица-носорог обладает мощным клювом, окраска её перьев на туловище — чёрная, перья хвоста — белые. Кожа на зобу жёлтая и не покрыта оперением. При появлении соперника или противника она у волнистого калао угрожающе надувается.

## Галерея
- Самка волнистого калао в зоопарке Бали, Индонезия
- Волнистый калао в Парке птиц, Джакарта, Индонезия
- Летящие волнистые калао в Западной Бенгалии, Индия